# Efferia coulei
Efferia coulei är en tvåvingeart som beskrevs av Wilcox 1966. Efferia coulei ingår i släktet Efferia och familjen rovflugor.
Artens utbredningsområde är Washington. Inga underarter finns listade i Catalogue of Life.